# Charlottetown
Charlottetown (in gaelico canadese Baile Sheàrlot) è il capoluogo e il principale centro della provincia canadese dell'Isola del Principe Edoardo. Così chiamata in onore di Carlotta di Meclemburgo-Strelitz, regina consorte del re Giorgio III del Regno Unito, la città canadese è conosciuta per la sua ben conservata atmosfera coloniale grazie ai suoi eleganti edifici in stile vittoriano, viali alberati, parchi e giardini perfettamente curati.
Charlottetown è inoltre celebre per aver ospitato, nel 1864, la conferenza di Charlottetown, il primo vertice ufficiale per dibattere sul tema della creazione di un'unione dei territori britannici del Nordamerica sotto un'unica entità politica, oggi nota come Confederazione canadese. In ragione di questo avvenimento, ancora oggi il motto della città è Cunabula Foederis ("culla della federazione" in lingua latina).
Il numero di abitanti di Charlottetown censito nel 2016 si attestava a 36 094 unità; a questi si sommano quelli della sua agglomerazione, per un totale di 69 325 abitanti, cifra leggermente inferiore alla metà dell'intera popolazione della provincia (142 907 abitanti).

## Geografia fisica
Charlottetown è situata sull'omonima baia formata dalla confluenza degli estuari di tre fiumi nella parte centrale della costa meridionale dell'isola del Principe Edoardo. La baia sbocca quindi nello stretto di Northumberland. La città assume inoltre una forma a "V" con la punta rivolta verso sud e delimitata dai fiumi Yorke e Hillsborough rispettivamente a ovest ed a est.

### Clima
Charlottetown ha un clima continentale umido (Koppen DFB) moderato in parte dal mare siccome si trova nel Golfo di San Lorenzo. Gli inverni sono più miti rispetto a molte città interne ad una latitudine simile: la media di gennaio è di −8 °C (17,6 °F), e le minime più basse raggiungono −20 °C (−4,0 °F) o inferiore, in media per otto giorni a stagione. Tuttavia, la posizione costiera significa che le precipitazioni invernali, più spesso come neve, sono frequenti e, a volte intense: la media neve stagionale è 312 centimetri (123 in). La primavera è graduale con un lento riscaldamento dovuto alle acque dell'oceano ancora fredde. Le estati sono miti, ancora una volta a causa del rallentamento marittimo stesso: il mese di luglio ha una massima media di 23,2 °C (73,8 °F). Le precipitazioni medie sono di 1 170 millimetri (46 in) all'anno, con la più grande quantità nel tardo autunno e inverno.

## Storia

### 1720-1758
I primi coloni a stabilirsi nell'area furono i francesi. Nel 1720, infatti, alcuni soldati della fortezza di Louisbourg fondarono un insediamento chiamato Port-La-Joye nella parte sud occidentale della baia, sul lato opposto rispetto a dove sorge l'odierna Charlottetown. Quest'opera di insediamento fu guidata da Michel Haché-Gallant, il quale si servì della sua corvetta per traghettare sul posto coloni acadiani provenienti da Louisbourg.
Durante la guerra di re Giorgio (1744-1748) i britannici riuscirono ad impossessarsi dell'isola del Principe Edoardo. L'ufficiale francese Ramezay inviò allora 500 uomini per reimpadronirsi dell’insediamento ingaggiando uno scontro noto come battaglia di Port-la-Joye. I francesi prevalsero uccidendo o catturando quaranta soldati britannici.
Nell'agosto 1758, nel pieno delle guerra franco-indiana, una flotta britannica prese il controllo dell'insediamento francese e del resto dell’isola, procedendo immediatamente con la deportazione dei coloni francesi, essendosi questi rifiutati di giurare fedeltà alle nuove autorità; questa operazione militare (avvenuta circa tre anni dopo le prime deportazioni degli Acadiani dalla Nuova Scozia) è oggi nota come campagna dell'isola di Saint-Jean. I militari britannici costruirono quindi un nuovo forte chiamato Fort Amherst nei pressi dell'ormai abbandonata Port-la-Joye, in modo tale da controllare l’accesso alla baia.

### 1759-1855

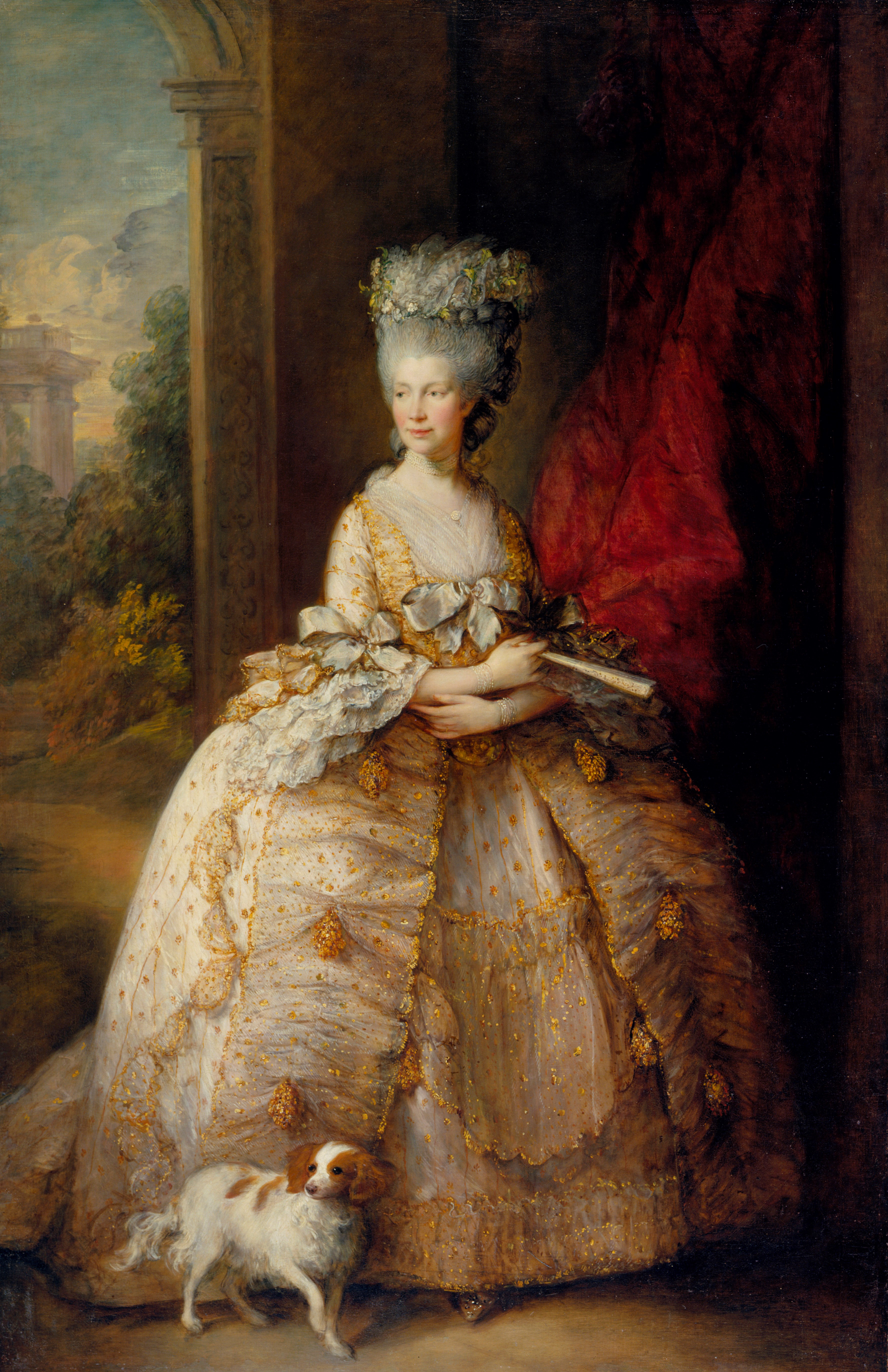
Carlotta di Meclemburgo-Strelitz, regina consorte del Regno Unito e moglie del re Giorgio III

Il sito oggi occupato da Charlottetown fu infine selezionato con l'agrimensura coloniale del 1764 da parte del capitano Samuel Holland della Royal Engineers per la costruzione di un insediamento destinato ad esercitare la funzione di capoluogo della contea di Queens, mentre l'anno successivo lo stesso fu designato capoluogo coloniale dell'isola di Saint John. Agrimensure successive condotte tra il 1768 ed il 1771 introdussero il piano stradale attuale e le piazze pubbliche che possono ancora oggi essere ritrovate nel centro storico della città. L'insediamento venne infine chiamato Charlottetown in onore di Carlotta di Meclemburgo-Strelitz, regina consorte del Regno Unito in quanto moglie di re Giorgio III.
Il 17 novembre 1775, durante la guerra di indipendenza americana, un gruppo di pirati provenienti dal Massachusetts saccheggiò la città, episodio passato alla storia come sacco di Charlottetown. Durante l'attacco, il sigillo coloniale venne rubato e vennero fatti diversi prigionieri, tra cui Phillips Callbeck e Thomas Wright, dapprima trasportati a Cambridge nel Massachusetts e soltanto successivamente rilasciati.
Nel 1793 alcuni terreni sul limitare occidentale della città furono messi, da parte dell'allora governatore Fanning ad uso esclusivo dell'amministratore del Governo (il governatore), divenendo quindi informalmente conosciuti come Fanning Bank. Il 3 novembre 1798 l'isola di Saint John venne rinominata prendendo il nome di isola del Principe Edoardo in onore del principe Edoardo, duca di Kent e Strathearn all’epoca comandante in capo del Nordamerica britannico.
Nel 1805 la guarnigione britannica di stanza a Charlottetown fece costruire in punti strategici della baia un sistema di forti a scopo difensivo, di cui facevano parte Fort Edward (a ovest del lungomare di Charlottetown) ed il Prince Edward Battery. Nel 1835 venne completato il palazzo del Governo, costruito nell’area di Fanning Bank per ospitare la residenza ufficiale del governatore della provincia. Oggi la sua funzione di residenza ufficiale non è cambiata, essendo tuttora la residenza ufficiale del vicegovernatore.
Il 17 aprile 1855 Charlottetown fu incorporata come città, e la prima seduta del suo consiglio cittadino si tenne l'11 agosto dello stesso anno. La comunità contava allora 6 500 residenti.

### 1856-1885

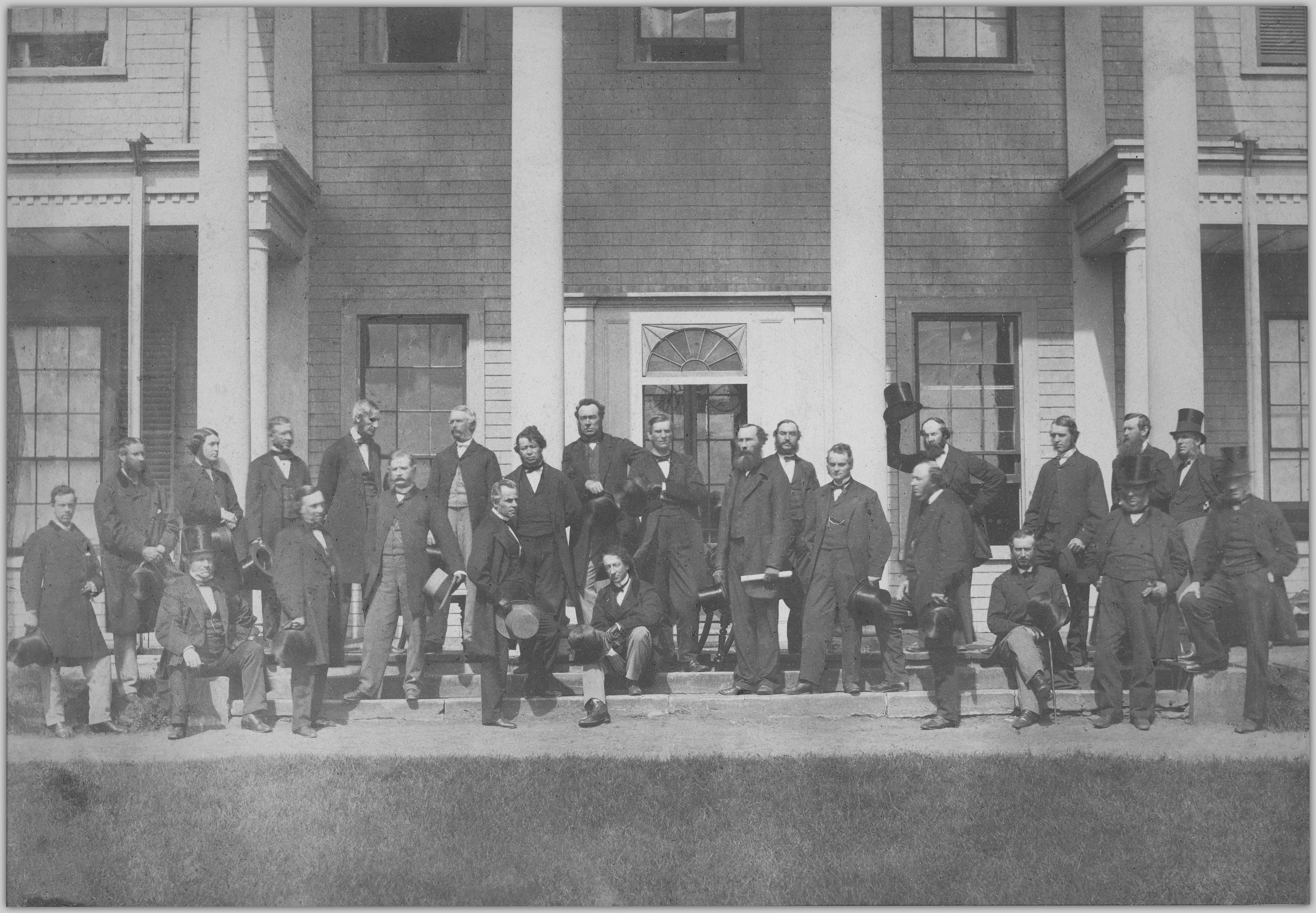
I delegati della conferenza di Charlottetown posano di fronte al palazzo del Governo

Ha assunto un ruolo chiave nella storia federale nazionale per essere stata sede, nel 1864, dei negoziati che condussero poi alla formazione del Canada inteso come stato unico, tanto da meritarsi l'appellativo di Canada's birthplace (luogo di nascita del Canada).
L’Isola del Principe Edoardo entrò a far parte della Confederazione il 1º luglio 1873.

## Monumenti e luoghi d'interesse
Sono popolari, tra le attrazioni della città, il palazzo del Governo, il palazzo della Provincia, celebre per aver ospitato la conferenza di Charlottetown, il municipio di Charlottetown, costruito nel 1888 in stile neoromanico, così come il Founders Hall, un museo interattivo che permette ai visitatori di ripercorrere le tappe della formazione della nazione canadese.

## Infrastrutture e trasporti
Charlottetown è storicamente il centro della rete ferroviaria della provincia. La costruzione di superstrade negli ultimi decenni del XX secolo ha fatto sì che la città divenisse il centro focale di diverse e importanti arterie per la provincia.